# Стритбол в России

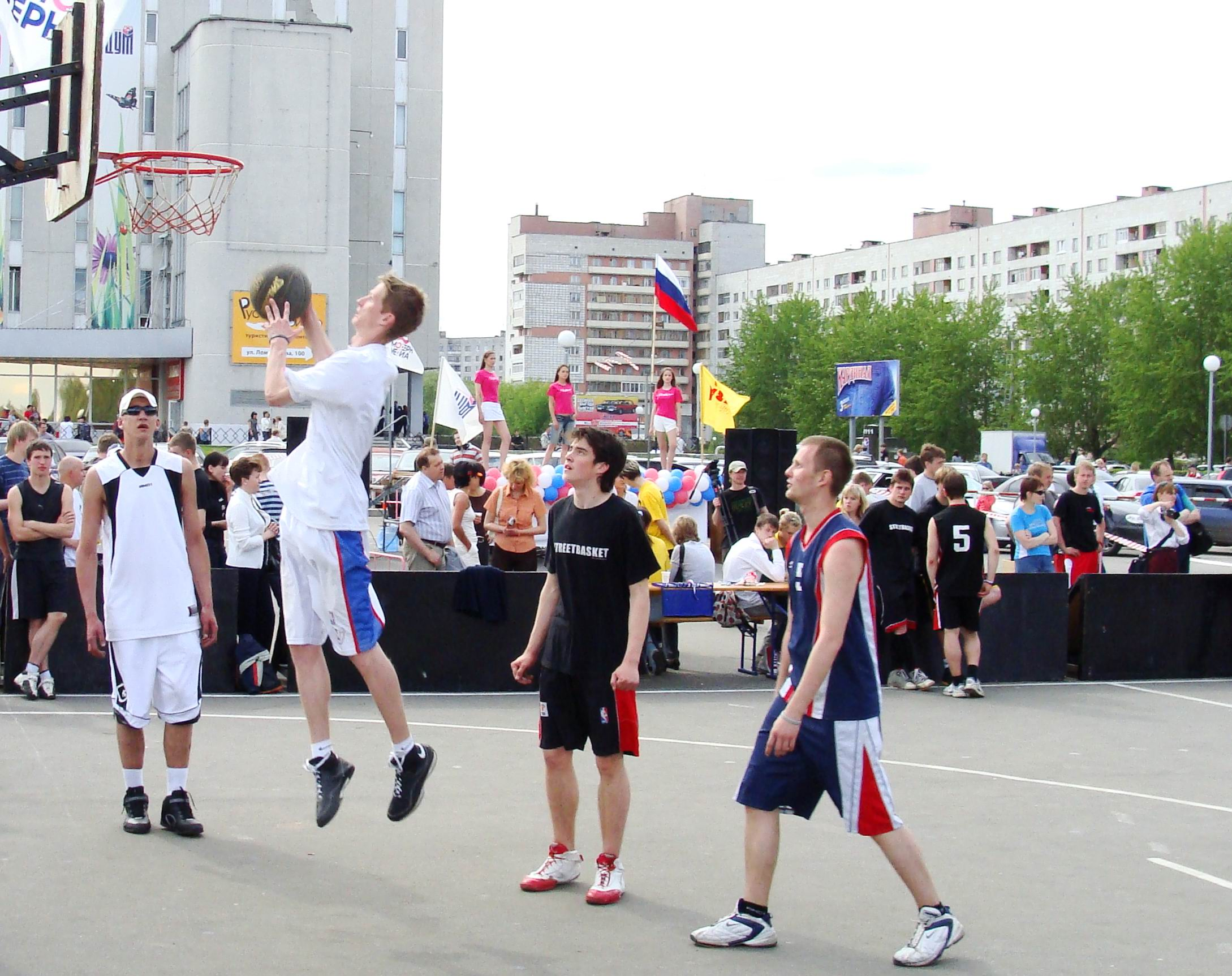
Стритбол в Северодвинске

Стритбол (англ. Streetball) — уличный баскетбол. Появился в 50-х гг. XX века в бедных кварталах США. Две команды по три человека играют на корте размером в половину баскетбольной площадки, забивая мяч в одно и то же кольцо. В команде 4 игрока (3 основных и 1 запасной).

## Стритбол в России
В России существует Ассоциация уличного баскетбола, под эгидой которой проводятся различные открытые турниры для всех желающих во многих городах России.
Чемпионат России по стритболу
Схема проведения чемпионата России:

Сначала проводится отборочный турнир в одну из лиг (с 2008 года лиги: Москва, Санкт-Петербург, Пермь, Краснодар, Владивосток, Калининград, Красноярск, Иваново, Хабаровск), после чего проводятся отдельные чемпионаты в каждой лиге, по итогам которых определённое количество команд попадает в Москву на Финал Чемпионата России (Москва — 7 команд, Санкт-Петербург — 4, Пермь — 2, Краснодар, Владивосток, Красноярск, Хабаровск, Калининград, Иваново, Новосибирск — 1). Победители лиг становятся соответственно чемпионом своей лиги.
Схема проведения чемпионата отдельной лиги:

Отборочный турнир, или два отборочных турнира (36 команд попадают в лигу)

1 Тур лиги (6 групп по 6 команд). Пятые и шестые команды в группе вылетают в кубок Вызова 1. Остальные продолжают борьбу за победу в туре во втором групповом этапе (8 групп по 3 команды). Первые и вторые команды в группе выходят в стадию плей-офф.
Начисления очков в туре:

Победа в туре — 10

Второе место — 8

Полуфинал — 6

Четвертьфинал — 4

1\8 финала — 3

Второй групповой этап 3 место — 2

Первый групповой этап 5 место — 1
Команды, занявшие первые четыре места на первом групповом этапе (24 команды), продолжат борьбу за первенство лиги. Остальные двенадцать команд отбираются на Кубке Вызова.
Схема проведения кубка Вызова:

В кубке Вызова участвуют все команды, которые приехали за 1 час до начала турнира и зарегистрировались. Затем они разбиваются по сеткам. Команды занявшие пятые и шестые места в Туре лиги имеют льготы на кубке Вызова. Пятые места вступают в борьбу с финала сетки (то есть одна победа и они возвращаются в лигу), шестые места с полуфинала сетки (то есть для выхода в лигу нужно одержать две победы). Остальные команды начинают борьбу с первого раунда. Количество раундов на прямую зависит от количества зарегистрированных команд.
В чемпионате каждой отдельной лиги 4 Тура и 3 кубка Вызова.

## Чемпионы 2008 года
Москва — «Луни Тьюнз» (Вологда). Команда из Вологды приехала на отбор в московскую лигу, а затем в течение четырёх туров доказала, что сильнее всех.

Санкт-Петербург — Цветок (Санкт-Петербург)

Пермь — Профи (Ленина,100) (Пермь)

Владивосток — «ПСРЗ» (Владивосток)

Краснодар — Сочи (Сочи). Команда из Сочи приехала на отбор в краснодарскую лигу, а затем в течение четырёх туров доказала, что сильнее всех.

Красноярск — Неприкасаемые (Красноярск)

Калининград — Улитки (Калининград)

Хабаровск — ALI JAM&CO (Хабаровск)

Новосибирск — ЮГО-ЗАПАД (Новосибирск)

Иваново — «Кострома-1» (Кострома). Команда из Костромы приехала на отбор в ивановскую лигу, а затем в течение четырёх туров доказала, что сильнее всех.
РОССИЯ — «Магазин Стритбол» (Москва)

## Финальный этап мировой лиги по уличному баскетболу Moscow Open
В конце августа — начале сентября 2007 года в Москве прошёл международный турнир среди сборных национальных команд по уличному баскетболу — «Moscow Open 2007». Состав сборной России:
1. Михаил Гюнтер («DTI» Иваново)
2. Иван Майоров («Аль-Метано» Краснодар)
3. Михаил Сорокин («ПСРЗ» Владивосток)
4. Владимир Толиков («Перевёртыши» Москва)

Тренерский состав сборной России: Дмитрий Шацков — главный тренер, Денис Годлевский — тренер, Александр Новиков — тренер по физподготовке.
Финальные матчи:

за 1 место Россия — США (18-17)

за 3 место Словения — Латвия (22-12)

за 5 место Сербия — Германия (18-17)

за 7 место Украина — Эстония (14-10)

за 9 место Словакия — Польша (19-9)
Итоговое положение команд на Moscow Open 2007:

| М   | Страна   |
| --- | -------- |
| 1.  | Россия   |
| 2.  | США      |
| 3.  | Словения |
| 4.  | Латвия   |
| 5.  | Сербия   |
| 6.  | Германия |
| 7.  | Украина  |
| 8.  | Эстония  |
| 9.  | Словакия |
| 10. | Польша   |

Самый результативный игрок турнира — Далибор Петрович ( Словения) — 7,8 очка за игру.